# C.C.Girls
 (juin 2012).
Si vous disposez d'ouvrages ou d'articles de référence ou si vous connaissez des sites web de qualité traitant du thème abordé ici, merci de compléter l'article en donnant les références utiles à sa vérifiabilité et en les liant à la section « Notes et références ».
C.C.Girls (C.C.ガールズ) est un groupe féminin de J-pop, actif de 1991 à 1995, la première année sous le nom D.D.GAPS, composé de quatre idoles japonaises à l'image sexy, Noriko Aota, Rie Fujiwara, Yuko Fujimori et Noriko Hamada.

## Description
Remplacées au fur et à mesure à partir de 1995, sans que les nouvelles formations ne sortent de disques supplémentaires à part un ultime single en 1999, les C.C.Girls se spécialisent alors dans les vidéos et livres de photos exploitant l'image sexy des membres, jusqu'en 2004.

## Discographie

### Singles
D.D.Gaps
- D.D.Gaps Here (1991)
- Escape ! (1991)
- Will Power (1991)

C.C.Girls
- No天気な恋の島 (1992)
- 涙なしじゃ言えない (1993)
- 世界で一番せつない夜に (1993)
- 恋するために生まれてきたの (1993)
- Party Time (1994)
- ちいさな気絶～Saya Chinta Kamu～ (1995)
- Happy White (1999)

### Albums
D.D.GAPS
- We are D.D.GAPS (1991)
- Here is D.D.GAPS (1991)

C.C.Girls
- Comin' (1992)
- Animals (1992)
- Woman from Tokyo (1993)
- C.C.ガールズがうたうおねえたまどうよう (ウゴウゴルーガ） (1993)
- Cool and Classy (1993)
- So What ～だからナニ～ (1995)